# (31137) 1997 SQ32
(31137) 1997 SQ32 est un astéroïde de la ceinture principale d'astéroïdes découvert en 1997.

## Description
(31137) 1997 SQ32 a été découvert le 30 septembre 1997 à la station de Xinglong, dans la province chinoise d'Hebei (Chine), par le Beijing Schmidt CCD Asteroid Program.

### Caractéristiques orbitales
L'orbite de cet astéroïde est caractérisée par un demi-grand axe de 2,38 ua, un périhélie de 1,82 ua, une excentricité de 0,24 et une inclinaison de 2,21° par rapport à l'écliptique. Du fait de ces caractéristiques, à savoir un demi-grand axe compris entre 2 et 3,2 ua et un périhélie supérieur à 1,666 ua, il est classé, selon la JPL Small-Body Database, comme objet de la ceinture principale d'astéroïdes.

### Caractéristiques physiques
(31137) 1997 SQ32 a une magnitude absolue (H) de 14,9 et un albédo estimé à 0,312.